# Francis Field
Il Francis Field è uno stadio statunitense di proprietà della Università Washington a Saint Louis. Viene utilizzato soprattutto per gare di atletica leggera, football americano e calcio nell'ambito dei tornei NCAA.
Fu costruito per l'Expo 1904 e fu usato come stadio principale durante i Giochi della III Olimpiade. Inizialmente prevedeva 19.000 posti a sedere, ma in seguito alla ristrutturazione del 1984 la capacità venne ridotta a 4.000.
È uno degli impianti più antichi ancora in uso negli Stati Uniti.